# Berrieux
Berrieux – miejscowość i gmina we Francji, w regionie Hauts-de-France, w departamencie Aisne.
Według danych na styczeń 2014 roku gminę zamieszkiwało 187 osób, a gęstość zaludnienia wynosiła 38,1 osób/km².